# 樋渡真司
樋渡 真司（ひわたし しんじ、1960年9月22日 - ）は、日本の俳優。佐賀県武雄市出身。佐賀県立武雄高等学校、専修大学経済学部卒業。JUN-OFFICE及び自転車キンクリーツカンパニー所属。1986年より劇団「自転車キンクリート」の公演に出演。

## 出演

### テレビドラマ
NHK
- 新選組!（2004年） - 本屋の店主
- ゲゲゲの女房（2010年） - 債権者
- あまちゃん（2013年） - 方言指導
- 虎に翼（2024年） - 落合洋三郎 役

日本テレビ
- 60分放し飼いモダンガールズ（1990年）
- いとこ同志（1992年）
- 転勤判事3（1998年）
- アフリカのツメ（2004年）
- ホカベン（2008年）
- LOVE GAME 第9話（2009年）
- 華麗なるスパイ 第5話（2009年）
- ビンタ!〜弁護士事務員ミノワが愛で解決します〜 第6話（2014年11月7日） - 富永
- 遺産相続弁護士 柿崎真一 第4話（2016年7月28日） - 山本刑事 役
- バベル九朔 第5話（2020年） - 双見茂雄 役

TBS
- 女子高生!キケンなアルバイト（1991年）
- 銀ちゃんが行く（1991年）
- ひなたぼっこ（1998年）
- 魔女の条件（1999年）
- ケイゾク 第3話（1999年）
- QUIZ（2000年） - 中澤裕二 役
- ビューティフルライフ（2000年）
- Friends（2000年）
- 太陽と雪のかけら（2002年）
- 一攫千金夢家族（2002年）
- First Love（2002年）
- 笑顔の法則（2003年）
- またのお越しを（2003年）
- ホームドラマ!（2004年） - 長嶺守 役
- こちら本池上署（2004年） - 川口隆弘 役
- ラブシャッフル（2009年）
- 月曜ゴールデン
  - 「冠婚葬祭探偵」（2007年） - 草刈弁護士 役
  - 「弁護士　一之瀬凛子1」（2008年） - 西田浩一 役
  - 「ヤメ刑探偵 加賀美塔子」（2011年） - 徳永光一 役
- 月曜名作劇場
  - 「税務調査官・窓際太郎の事件簿34」（2018年） - 西脇俊哉 役
- 終電バイバイ（2013年） - 月村

フジテレビ
- ダイナマナイト!（1990年）
- 恋のパラダイス（1990年）
- 結婚の理想と現実（1991年）
- 世にも奇妙な物語
  - 「瞬（まばたき）」（1992年） - 渡辺和男 役
  - 「おばあちゃん」（2001年） - 中村真一 役
- OLたちのざけんなヨ!!（1993年）
- 古畑任三郎（1994年） - 木下リポーター 役
- 恋愛結婚の法則（1999年）
- 涙をふいて（2000年）
- ヤングシナリオグランプリ　2000御就職2000年）
- やまとなでしこ（2000年）
- 太陽は沈まない（2000年）
- できちゃった結婚（2001年）
- カバチタレ（2001年）
- ホーム&アウェイ（2002年）
- 金曜エンタテイメント　所轄刑事（2004年）
- 人間の証明（2004年）
- ほんとにあった怖い話 「死を告げるコール」（2004年） - 大山潤 役
- ワンダフルライフ（2004年）
- 金曜エンタテイメント10周年記念　犬神家の一族（2004年）
- 電車男（2005年）
- 医龍2（2007年）
- コード・ブルー -ドクターヘリ緊急救命-（2008年、2010年） - 安西康行 役
- 白い春（2009年4月）
- サマヨイザクラ （2009年） - 樋口常男 役
- まっすぐな男 第4話（2010年2月） - 現場監督
- 土曜プレミアム ストロベリーナイト（2010年11月） - 弁護士
- 外交官・黒田康作（2011年） - 武井勇人 役
- GTO（2012年） - 上原杏子の父 役
- プラチナエイジ（2015年） - 江崎部長 役
- 民衆の敵〜世の中、おかしくないですか!?〜 第2話（2017年10月30日、 フジテレビ） - 人事部長
- トレース〜科捜研の男〜（2019年） - 岸田哲也 役

テレビ朝日
- 風の刑事・東京発（1995年）
- てっぺん（1999年）
- 月下の棋士（2000年）
- はみだし刑事情熱系V（2001年）
- 婚外恋愛（2002年）
- TRICK 3（2003年） - 大城智 役
- 菊次郎とさき（2003年） - TV局スタッフ
- 仮面ライダー555（2003年） - 結花の父 役
- 刑事部屋〜六本木おかしな捜査班〜（2005年） - 近藤刑事 役
- 相棒
  - season 2 第14話「氷女」（2004年1月28日） - バーのマスター
  - season 4 第11話「汚れある悪戯」（2006年1月1日） - 銀行員
  - season 5 第11話「バベルの塔」（2007年1月1日） - 丸山秘書 役
  - season 7 第8・9話「レベル4（前・後編）」（2008年12月10、17日） - 後藤一馬 役
  - season 15 第9話「あとぴん〜角田課長の告白」（2016年） - 光田廣 役
  - season 21 第8話「コイノイタミ」（2022年12月7日） - 衣川誠 役
- サラリーマン金太郎（2010年） - ヤマト中央社員
- 警視庁捜査一課9係 season9 第4話（2014年7月30日） - 原田浩二 役
- 科捜研の女（2018年） - 本城朋親 役
- やすらぎの刻〜道（2019年） - 沼田弁護士 役
- 土曜ワイド劇場
  - 「棟居刑事シリーズ5」（2000年） - 川辺刑事 役
  - 「お祭り弁護士・澤田吾朗3」（2001年） - 正木刑事 役
  - 「デパート仕掛け人!天王寺珠美の殺人推理3」（2009年）
  - 「ショカツの女8」（2013年） - 山岡弁護士 役
- 家政夫のミタゾノ（2020年6月19日、テレビ朝日） - 花田朔治 役

テレビ東京
- Gパラダイス国産ひな娘（1999年）
- 女と愛とミステリー 伊豆・金沢犀賀焼殺人事件（2003年）
- 秘書のカガミ 第4話（2008年）
- 開局45周年記念ドラマスペシャル シューシャインボーイ（2010年）
- トラブルマン（2010年）
- この女に賭けろ（2019年） - 小島勇平 役
- 水曜ミステリー9
  - 「農家の嫁は弁護士!神谷純子のふるさと事件簿3」（2007年） - 関根友章 役
  - 「事故調」（2015年） - 石沼健司 役

BS-i
- ケータイ刑事 銭形泪　2ndシリーズ第9話（2004年）
- 恋する日曜日 ニュータイプ 第7・8話（2006年）

WOWOW
- 長屋のお札（1991年）
- 石の繭（2015年） - 鴨下鑑識官 役
- テレビドラマ 銭型警部（2017年） - 新井田聡 役
- ドラマW ゴールデンカムイ -北海道刺青囚人争奪編- 最終話（2024年）

### 映画
- 天使の牙B.T.A.
- 交渉人 真下正義
- クライマーズ・ハイ（2008年）
- ハッピーフライト（2008年）
- ブタがいた教室（2008年） - 樺澤力也の父
- ぼくが処刑される未来（2012年）
- ミドリムシの姫（2022年）

### 舞台
- 風が強く吹いている（2009年）
- 奇跡のメロディ〜渡辺はま子物語〜（2010年）
- ステンドグラスと二つの贖罪（2024年）[1]
- 奇術師たちと二つの迷宮」【眠り姫編】【隠れ姫編】（2025年）[2]

### PV
- フレンチ・キス『ずっと 前から』（ドラマパート） - 及川先生　役
- 任天堂ファミリーコンピュータ「ファミコンウォーズ」攻略の傾向と対策（1988年） - リポーター、解説役